# IAI Kfir

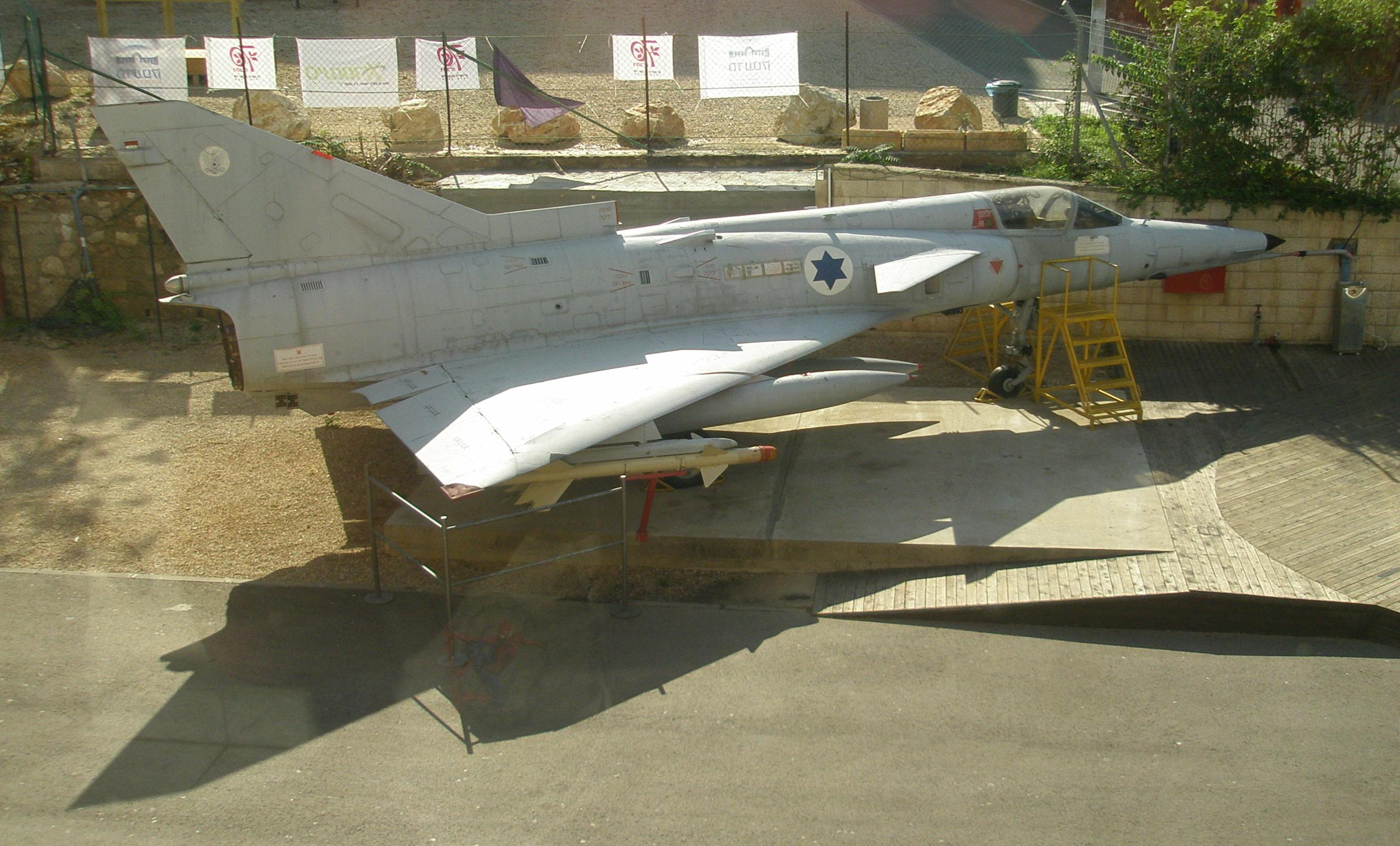
En israelisk Kfir, Madatech museum, Haifa. Canardvingarna är fasta och inte rörliga som på till exempel Saab 39 Gripen.

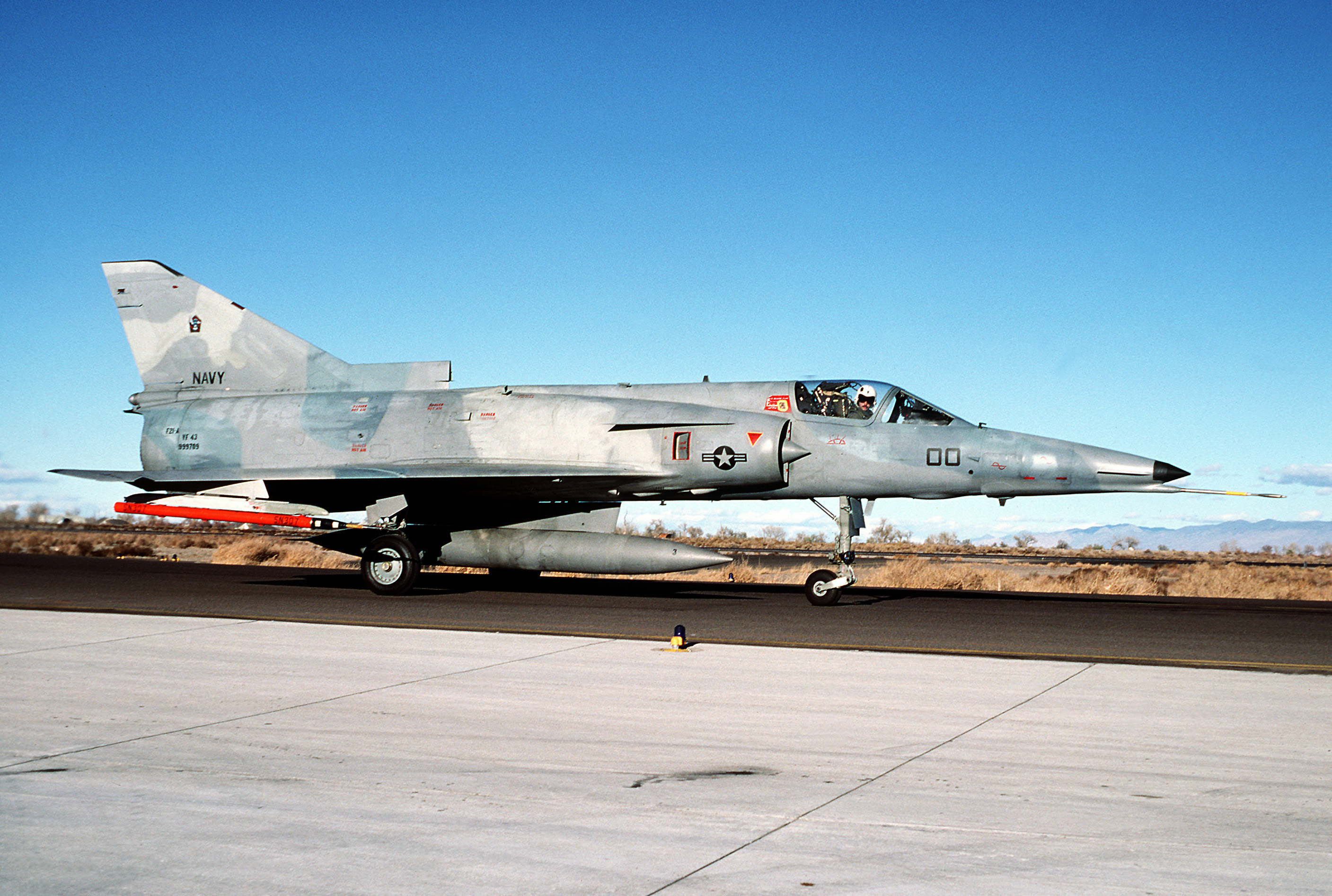
En F-21A från amerikanska flottans träningsdivision VF-43 i Nevada, 21 november 1986.

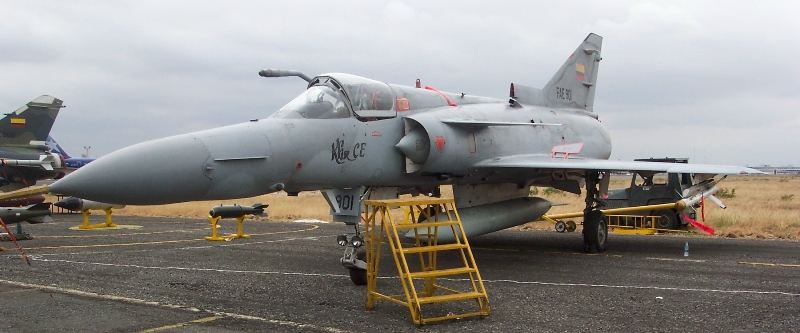
En ecuadoriansk Kfir C.10 har en tydligt större nos för att få plats med EL/M-2032-radarn.

IAI Kfir (hebreiska: כפיר, ”lejonunge”) är ett israeliskt jakt- och attackflygplan utvecklat av Israel Aerospace Industries (IAI). Flygplanet är baserat på det franska Mirage 5 fast med General Electrics J79-motor och med israelisk elektronik.

## Historia

### Bakgrund
1962 köpte Israel 70 stycken Dassault Mirage IIICJ från Frankrike. Dessa blev de första överljudsflygplanen i det israeliska flygvapnet och dess huvudsakliga jaktplan under hela 1960-talet. Det var ett utmärkt jaktplan, men dess korta räckvidd gjorde den handikappad i rollen som attackflygplan.
De israeliska erfarenheterna av Mirage III gjorde att Dassault Aviation började utveckla Mirage 5, en dedikerad attackversion av Mirage III. 1967 köpte Israel 50 stycken Mirage 5, men dessa kom aldrig att levereras på grund av det vapenembargo som drabbade Israel i samband med sexdagarskriget. Genom Mossad hade dock Israel fått tillgång till stora mängder ritningar och IAI kunde därför börja pirattillverka flygplanet som IAI Nesher.

### Utveckling
Efter sexdagarskriget behövdes de förlorade flygplanen i det israeliska flygvapnet ersättas med nya. Nesher var det flygplan som stod närmast till hands, men från USA började man också köpa in A-4 Skyhawks och F-4 Phantoms. Men att importera amerikanska flygplan var dyrt och av tidigare erfarenheter visste man att leveranser inte gick att förlita sig på i krigstid. Därför förhandlade man också till sig rätten att licenstillverka General Electrics jetmotor J79 (samma motor som i F-4 Phantom). Den motorn var tänkt att användas i en uppgraderad version av Nesher som fick namnet Kfir.
Den första prototypen var en Mirage IIICJ ombyggd med J79-motor och den flög första gången i september 1979. Den andra prototypen var en ombyggd, inhemsk Nesher som flög i september 1971. De första serieproducerade Kfirerna började levereras till israeliska flygvapnet 1975.

### Tjänstgöring
Första gången Kfir användes i strid var 9 november 1977 under flyganfallet mot Tel Azia i Libanon. Under invasionen i Libanon skötte F-16 Falcon och F-15 Eagle rollen som jaktplan och Kfir användes endast som attackflygplan. Två av flygplanen sköts ner.
Under 1990-talet började israeliska flygvapnet att ta sina Kfir ur tjänst efter nästan 25 års tjänst.

## Export

### USA
På grund av licensvillkoren för J79-motorn krävdes USA:s godkännande för export av flygplan och/eller motorer. En av kunderna blev också märkligt nog USA. 25 flygplan leasades av flottan och marinkåren för att användas som fingerade motståndare vid luftstridsträning. Dessa flygplan försågs med ett par små, fasta canardvingar på luftintagen som ökade flygplanens manöverförmåga, i synnerhet i låga hastigheter. Upptäckten gjorde att även Israels Kfirs försågs med canardvingar (fast större) från och med Kfir C.2. De leasade Kfir-flygplanen återlämnades till Israel när leasingkontraktet löpte ut 1989. Den amerikanska beteckningen är F-21A Lion.
Kfirs används fortfarande av det privata företaget National Test Pilot School som också flyger till exempel Saab 35 Draken.

### Ecuador
År 1981 köpte Ecuador tio stycken renoverade Kfir C.2 samt två dubbelsitsiga Kfir TC.2. Dessa flygplan sattes in i Cenepakriget mellan Ecuador och Peru. Den 10 februari 1995 sköt en ecuadoriansk Kfir ner en peruansk A-37 Dragonfly. År 1996 köptes ytterligare fyra Kfir, men fortsatta försök att köpa fler flygplan stoppades av USA:s utrikesdepartement.

### Colombia
År 1989 köpte colombianska flygvapnet 12 begagnade israeliska Kfir C.2 som sedermera uppgraderats till version C.7. Dessa flygplan har använts i flyganfall mot inhemsk gerilla. År 2008 köpte man ytterligare 24 begagnade Kfir C.10 från Israel samt ett uppgraderingsprogram till version C.10 för sina tidigare Kfir. Ett av dessa flygplan kraschade och totalförstördes under en provflygning nära Cartagena. Piloten som var anställd av IAI undkom utan skador. Haveriutredningen visade att kraschen berodde på ett mänskligt fel och IAI erbjöd sig att ersätta flygplanet med ett likadant.

### Sri Lanka
1995 köpte Sri Lanka in sex Kfir C.2 som kompletterades med ytterligare fyra Kfir C.2 och fyra Kfir C.2 år 2000. Dessa flygplan sattes in mot de tamilska tigrarna under Inbördeskriget i Sri Lanka. Fem av flygplanen förstördes under kriget, inget av dem i strid.

### Argentina
I januari 2014 uppgavs det i media att Argentina förhandlade om ett avtal med Israel Aerospace Industries, om ett köp av 18 ombyggda och uppgraderade Kfir Block 60.

## Varianter
- Kfir C.1 Första produktionsmodellen.
- Kfir C.2 Modell med förbättrad aerodynamik, bland annat canardvingar.
- Kfir C.7 Förbättrad modell med starkare motor, ytterligare två vapenbalkar och ny radar.
- Kfir C.10 Exportmodell av Kfir C.7 med EL/M-2032-radarn.
- Kfir C.12 Exportmodell av Kfir C.7 utan EL/M-2032-radarn.
- Kfir TC.2 Tvåsitsig Kfir C.2 för flygutbildning.
- Kfir TC.7 Tvåsitsig Kfir C.7 för flygutbildning.
- Kfir TC.10 Tvåsitsig Kfir C.10 för flygutbildning.
- Kfir Tzniut Spaningsversion av Kfir C.2.
- F-21A Kfir C.1 leasade av USA och utrustade med mindre canardvingar.

## Användare
- Colombias flygvapen (1989 – nutid)
- Ecuadors flygvapen (1981 – nutid)
- Israels flygvapen (1976 – 1996)
- Sri Lankas flygvapen (1995 – nutid)
- USA:s flotta (1985 – 1989)
- USA:s marinkår (1985 – 1989)